# Third Finger, Left Hand
Third Finger, Left Hand is een Amerikaanse filmkomedie uit 1940 onder regie van Robert Z. Leonard.

## Verhaal
Margot Merrick werkt bij een tijdschrift. Om haar mannelijke collega's op een afstand te houden doet ze zich voor als een getrouwde vrouw. Haar aanbidder Jeff Thompson komt echter achter het bedrog.

## Rolverdeling
| Acteur           | Personage               |
| ---------------- | ----------------------- |
| Myrna Loy        | Margot Sherwood Merrick |
| Melvyn Douglas   | Jeff Thompson           |
| Raymond Walburn  | Mijnheer Sherwood       |
| Lee Bowman       | Philip Booth            |
| Bonita Granville | Vicky Sherwood          |
| Felix Bressart   | August Winkel           |
| Donald Meek      | Mijnheer Flandrin       |
| Ann Morriss      | Beth Hampshire          |
| Sidney Blackmer  | Hughie Wheeler          |
| Ernest Whitman   | Sam                     |
| Halliwell Hobbes | Burton                  |